# Сьєго-де-Авіла (провінція)
Сьєго-де-Авіла (ісп. Provincia de Ciego de Ávila) — провінція Куби з центром у місті Сьєго-де-Авіла. Розташована в центральній частині острова. На півночі межує з Атлантичним океаном, на півдні з Карибським морем, на заході з провінцією Санкті-Спіриту, на сході — з провінцією Камагуей, зі складу якої була виділена в 1975.

## Географія
Вздовж північного узбережжя провінції розташовані численні рифи і острови, на яких створені пляжні курорти, що привертають увагу туристів, у тому числі Кайо-Коко. Південне узбережжя покрито мангровими лісами. У північній частині провінції також знаходяться озера, в тому числі Лагуна-де-Лече, найбільше озеро на острові.

## Муніципалітети
| Муніципалітет   | Населення (2004) | Площа (км²) | Розташування                                                          | Примітки          |
| --------------- | ---------------- | ----------- | --------------------------------------------------------------------- | ----------------- |
| Барагуа         | 32 408           | 728         | 21°40′56″ пн. ш. 78°37′28″ зх. д. / 21.68222° пн. ш. 78.62444° зх. д. | включає Гаспар    |
| Болівія         | 16 612           | 918         | 22°04′30″ пн. ш. 78°21′1″ зх. д. / 22.07500° пн. ш. 78.35028° зх. д.  |                   |
| Чамбас          | 39 868           | 769         | 22°11′48″ пн. ш. 78°54′47″ зх. д. / 22.19667° пн. ш. 78.91306° зх. д. |                   |
| Сьєго-де-Авіла  | 135 736          | 445         | 21°50′53″ пн. ш. 78°45′46″ зх. д. / 21.84806° пн. ш. 78.76278° зх. д. | Столиця провінції |
| Кіро-Редондо    | 29 560           | 588         | 22°01′8″ пн. ш. 78°42′10″ зх. д. / 22.01889° пн. ш. 78.70278° зх. д.  |                   |
| Флоренсія       | 19 811           | 286         | 22°08′51″ пн. ш. 78°58′1″ зх. д. / 22.14750° пн. ш. 78.96694° зх. д.  |                   |
| Маягуа          | 26 617           | 544         | 21°55′28″ пн. ш. 78°59′26″ зх. д. / 21.92444° пн. ш. 78.99056° зх. д. |                   |
| Морон           | 60 612           | 615         | 22°06′39″ пн. ш. 78°37′40″ зх. д. / 22.11083° пн. ш. 78.62778° зх. д. | включає Кайо-Коко |
| Прімеро-де-Ерно | 27 813           | 713         | 21°56′43″ пн. ш. 78°25′8″ зх. д. / 21.94528° пн. ш. 78.41889° зх. д.  |                   |
| Венесуела       | 27 333           | 716         | 21°45′4″ пн. ш. 78°46′44″ зх. д. / 21.75111° пн. ш. 78.77889° зх. д.  |                   |

Джерело: перепис населення 2004 року. Площа від  муніципального перерозподілу 1976 року.

## Демографія
У 2004 році, населення провінції становило 416 370 осіб. З загальною площею 6783.13 км², щільність населення 61,4 ос./км².

## Релігія
- Сьєго-де-Авільська діоцезія Католицької церкви.

## Економіка
Основою економіки є розведення великої рогатої худоби, а також вирощування ананасів. Крім того, виробляються цукор, цитрусові, картоофель, батат, банани.